# Contea di Parker
La contea di Parker in inglese Parker County è una contea dello Stato del Texas, negli Stati Uniti. La popolazione al censimento del 2010 era di 116 927 abitanti. Il capoluogo di contea è Weatherford. La contea è stata creata nel 1855 ed organizzata l'anno successivo. Il suo nome deriva da Isaac Parker, un legislatore statale che ha introdotto il progetto di legge che creò la contea nel 1855.

## Geografia fisica
| Anno | Popolazione | ±%     |
| ---- | ----------- | ------ |
| 1860 | 4.213       | Note:  |
| 1870 | 4.186       | −0,6%  |
| 1880 | 15.870      | 279,1% |
| 1890 | 21.682      | 36,6%  |
| 1900 | 25.823      | 19,1%  |
| 1910 | 26.331      | 2,0%   |
| 1920 | 23.382      | −11,2% |
| 1930 | 18.759      | −19,8% |
| 1940 | 20.482      | 9,2%   |
| 1950 | 21.528      | 5,1%   |
| 1960 | 22.880      | 6,3%   |
| 1970 | 33.888      | 48,1%  |
| 1980 | 44.609      | 31,6%  |
| 1990 | 64.785      | 45,2%  |
| 2000 | 88.495      | 36,6%  |
| 2010 | 116.927     | 32,1%  |

Secondo l'Ufficio del censimento degli Stati Uniti d'America la contea ha un'area totale di 910 miglia quadrate (2400 km²), di cui 903 miglia quadrate (2340 km²) sono terra, mentre 6,6 miglia quadrate (17 km², corrispondenti allo 0,7% del territorio) sono costituiti dall'acqua. La contea è attraversata dal fiume Brazos. 

### Strade principali
- Interstate 20
- U.S. Highway 180
- State Highway 171

### Contee adiacenti
- Wise County (nord)
- Tarrant County (est)
- Johnson County (sud-est)
- Hood County (sud)
- Palo Pinto County (ovest)
- Jack County (nord-ovest)